# 중화인민공화국 계약법
중화인민공화국의 계약법(중국어: 中华人民共和国合同法)은 1999년 3월 15일 제9기 전인대 제2차 회의에서 통과되고, 같은 날 주석령(主席令) 제15호로 공포되어 1999년 10월 1일부터 시행되고 있는 중화인민공화국의 법률이다. 계약법의 제정은 같은 날 통과된 중국 헌법수정안의 “의법치국(依法治國)”(법치주의 원리),  ‘사회주의법치국가의 건설’ 및 ‘개체경제, 사영경제 등 비공유제 경제는 사회주의 시장경제의 중요한 구성 부분이다’는 규정내용과 맥락을 같이 하는 것으로 계약법은 특히 비공유제경제를 법에 따라 이끌어 가는 기본법으로서의 역할을 담당하고 있다.

## 특징

### 법원(法源)
형식적 의미의 계약법은 계약관련 법적 문제를 전문적으로 다룬 법으로서 당연히 실질적 의미로서의 중국 계약법의 중요한 법원(法源)이다. 본 계약법은 총칙 8장, 각칙 15장으로 모두 23장과 부칙으로 구성되어 있다. 그 중에 제1장의 일반규정은 8개의 조문으로 이루어져 있다. 제1조에서 계약법의 입법목적, 제2조에서 계약법의 조정범위, 제3조에서 제7조까지는 본법의 기본원칙을 명시하였고, 마지막 제8조에서 계약의 효력을 규정하였다. 중국 민사법 법원(法源) 중에서 중화인민공화국 계약법을 제외한 기타 계약관련 규정이 중국 계약법의 법원(法源)으로 될 수 있는데, 중요한 것으로는 중국 “민법통칙(民法通則)” 중의 계약관련 규정과 계약법에 관한 최고인민법원의 사법해석을 들 수 있다. 중국 “민법통칙”은 중국 계약법이 제정되기 전부터 시행되던 법으로서 다수의 계약관련 규정을 포함하고 있다.즉, 민법통칙의 ‘민사권리’ 장(章) ‘채권’절(節)에 계약에 관한 규정이 있다.
중화인민공화국의 수립에서부터 개혁ㆍ개방 이후까지 상당히 긴 기간 동안, 중국대륙의 법률ㆍ법규는 계약의 효력에 대해 유효 아니면 무효의 이분법적 태도를 취하여 왔다.  ‘경제계약법’은 계약효력 이분법 모델의 전형적인 대표라고 할 수 있다. 이 기간 동안의 법률ㆍ법규, 최고인민법원의 사법해석, 국가부처의 규장, 지방성법규와 지방규장 모두는 계약효력의 이분법 모델의 기초 하에 상당히 넓은 범위의 계약무효의 종류를 규정하여왔다.
중국의 계약법은 국제 물품 매매 계약에 관한 국제 연합 협약에 따라 제정한 것이 많기 때문에 양자는 큰 유사성을 가지나 자세히 보면 세부적인 차이점이 많이 존재하여 혼란을 초래하고 있다.

## 총칙

### 계약의 효력
계약의 효력이란 계약의 법률적 효력이라고도 하며 법에 의하여 성립한 계약으로 하여금 당사자는 물론 제3자를 구속하는 강제력을 갖도록 법률이 부여한 것을 말한다.법에 의거하여 성립된 계약은 성립시점부터 효력을 발생한다.(제44조 제1문)

## 각칙

### 매매계약
매도인은 약정한 장소에 목적물을 인도하여야 하며, 만약 인도장소를 약정하지 않았을 경우, 인도시기와 마찬가지로 협의도 가능하나, 만약 협의가 불가능한 경우는 목적물이 운송을 필요로 하는 경우에는 매도인은 목적물을 제1운송인에게 인도하여 매수인에게 운송하도록 하고, 목적물이 운송을 필요로 하지 아니하고, 매도인과 매수인이 계약을 체결할 때 목적물이 소재한 장소를 알고 계약을 체결한 경우에는 매도인은 그 장소에서 목적물을 인도하여야 하며, 목적물이 소재한 장소를 알지 못할 경우에는 매도인은 계약을 체결한 때의 영업소에서 목적물을 인도하여야 한다(제141조).